# Nivada
Nivada è un'azienda elvetica di orologi fondata nel 1926 a Grenchen, sebbene alcune fonti indichino che già nel 1879 era nato un piccolo laboratorio orologiero a Grenchen. Durante la seconda guerra mondiale venne interessata dal governo inglese per la fornitura di orologi, e questo le portò una popolarità per i decenni successivi fino alla rivoluzione del quarzo che ne provocò la momentanea chiusura.

## Storia

### Dalla nascita al secondo dopoguerra: i primi orologi impermeabili
Nel 1926 Nivada operava a Grenchen come Wüllimann Schneider Nivada S.A. incassando gli affidabili movimenti prodotti da ETA e Phénix S.A., come prassi all'epoca per molte piccole maison che utilizzavano ebauches, movimenti prodotti in massa, economici ed affidabili, prodotti solo per il mercato dei produttori di orologi finiti e non inseriti in orologi col proprio marchio.
Il suo accesso al mercato nordamericano durante gli anni sessanta e settanta del diciannovesimo secolo fu resa problematica dalla minaccia di una causa legale ventilata dalla concorrente Movado con la motivazione di una assonanza tra i due nomi, per cui i suoi prodotti vennero distribuiti sotto il marchio "Nivada Grenchen". Per gli Stati Uniti, invece, venne creata una compagnia ad hoc col nome Croton tra gli anni Trenta e Quaranta, in un primo tempo come distributore, ma successivamente come marchio vero e proprio o associato al marchio "Nivada Grenchen" (difatti si può trovare sul quadrante di alcuni orologi la dicitura "Croton Nivada Grenchen"). In questi anni Croton è una delle aziende che decide di raccogliere la richiesta del governo britannico per la fornitura di orologi impermeabili: è così che viene presentato il Compensamatic, un segnatempo con cassa monoblocco che ne garantiva la sigillatura dall'acqua e dall'umidità. 
La prima esperienza del brand in ambito di impermeabilità orologiera parte da fine anni Trenta quando Nivada/Croton decide di creare un orologio impermeabile basandosi sulla tecnica adottata da Wyler, cioè realizzando una cassa monoblocco al cui interno una guarnizione garantiva maggior protezione. Sebbene l'idea non portò alla fornitura del modello agli eserciti, ottenne successo in ambito scientifico e presso la popolazione civile, tanto che da lì in avanti l'azienda si focalizzò proprio sulla realizzazione perlopiù di diver.
La partecipazione alla Operazione Deep Freeze di metà anni Cinquanta con la fornitura di orologi alla spedizione antartica omonima portò importanti ricadute commerciali. L'orologio creato per l'occasione, di dimensioni compatte (solo 34 mm di diametro cassa), con carica automatica (il movimento era un ETA 1256 con certificazione cronometrica COSC) ed un fondello celebrativo marchiato "Nivada Grenchen - Chronometre" venne poi sfruttato commercialmente per dare origine a una famiglia di modelli di successo: l'Antarctic, prodotto a partire dal 1950 circa e declinato in numerose versioni, è stato uno dei modelli di maggior successo della casa. Questo modello si basava su un preesistente Nivada resistente all'acqua, chiamato Aquamatic. Nivada partecipò alla spedizione dell'ammiraglio Robert Byrd grazie alla donazione di alcuni di questi modelli alla marina statunitense.

Negli anni Cinquanta Nivada registra anche il marchio Stima: è possibile vedere alcuni segnatempo che riportano sul quadrante il doppio marchio Stima-Nivada. All'epoca, un altro modello della casa dotato di discreta impermeabilità era il Sea-Blade.

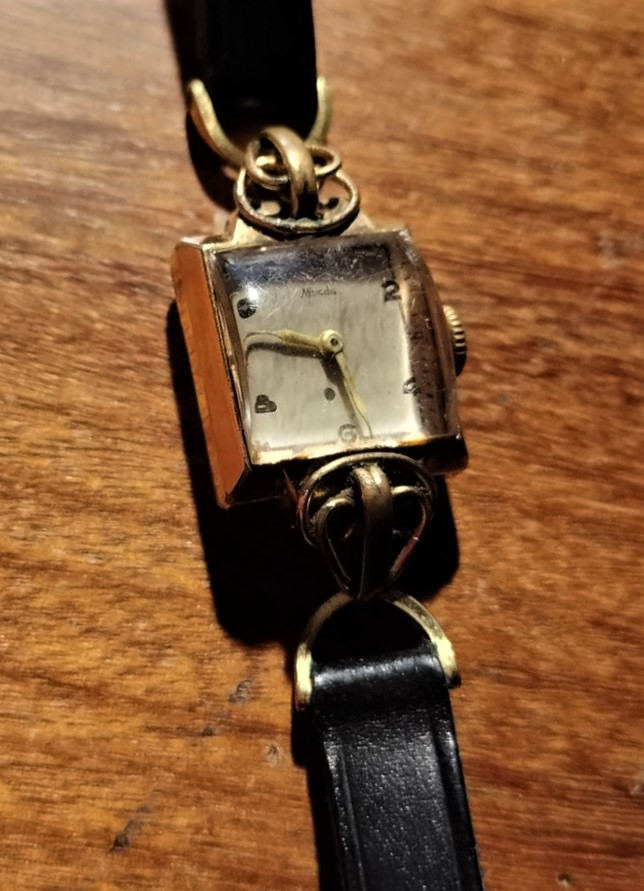
Nivada da donna, fine anni '40/inizio anni '50

### 1960-1970: i diver e i cronografi
Un modello, dalla forte vocazione tecnica, è il cronografo Chronomaster, prodotto a partire dal 1963 fino al 1978. Altri cronografi presentati in questo decennio dall'azienda sono il Datomaster, un bicompax dall'estetica più civile rispetto al più sportivo Chronomaster, ed il Chronoking, un cronografo diver. I vari cronografi Nivada erano alimentati da molteplici movimenti, quali Valjoux, Venus e Landeron.
Nel 1964 viene invece presentato un vero e proprio diver con profondimetro: il Depthomatic. Furono diversi i modelli diver realizzati dall'azienda e diventati celebri in questo decennio, come i Dephtmaster (soprattutto i modelli in grado, già nel 1965 con la ref. 650, di raggiungere i 1000 metri di profondità e quelli con il cosiddetto "quadrante Pac-Man", così ribattezzato al momento dell'uscita del famoso videogioco, per via della bizzarra forma dei numeri 3, 6 e 9) e il Dephtomatic, un diver super compressor. La maggior parte di questi diver era alimentata dai robusti movimenti automatici ETA 2472, 2451 o 2461 ben noti in quegli anni. Il record di impermeabilità di 1000 metri del Dephtmaster venne scalzato nel 1978, quando Rolex presentò il Sea-Dweller 4000, impermeabile a 1200 metri.
Per tutti gli anni Sessanta Nivada si afferma come azienda in grado di realizzare pregevoli orologi di vario tipo, tra cui anche alcuni svegliarini chiamati Wanderer e Alert, alimentati dal calibro Vulcain Cricket 120.
Nei primi anni Settanta vede la luce l'Ultramatic 36000, orologio dalla cassa "a disco volante" con un movimento (di fornitura: si trattava dell'ETA 2734) il cui bilanciere oscillava all'elevata frequenza di 5 Hz. La seconda generazione degli svegliarini della maison di Grenchen vengono lanciati a metà anni Settanta circa con il modello Travelmaster, dotato anche di una ghiera con le città del mondo (alimentato dal calibro AS 1568). 
Nel 1976 Jacob Schneider succede il figlio Max. In questi stessi anni nascono nuovi orologi dall'estetica al passo coi tempi, a volte anche stravagante, come nel caso del GLX Leonardo Da Vinci. Il Fiber Star aveva la classica cassa a cuscino tanto in voga in quel periodo, mentre il modello F77 (nato nel 1977) riprendeva la lunetta ottagonale tipica che Gérald Genta aveva proposto nell'Audemars Piguet Royal Oak qualche anno prima. 
Nivada era ancora di proprietà della famiglia del fondatore nel 1976, anno del suo cinquantesimo anniversario d'attività, presieduta dal nipote del fondatore, Max Schneider. 

### 1980-2000: decenni di transizione

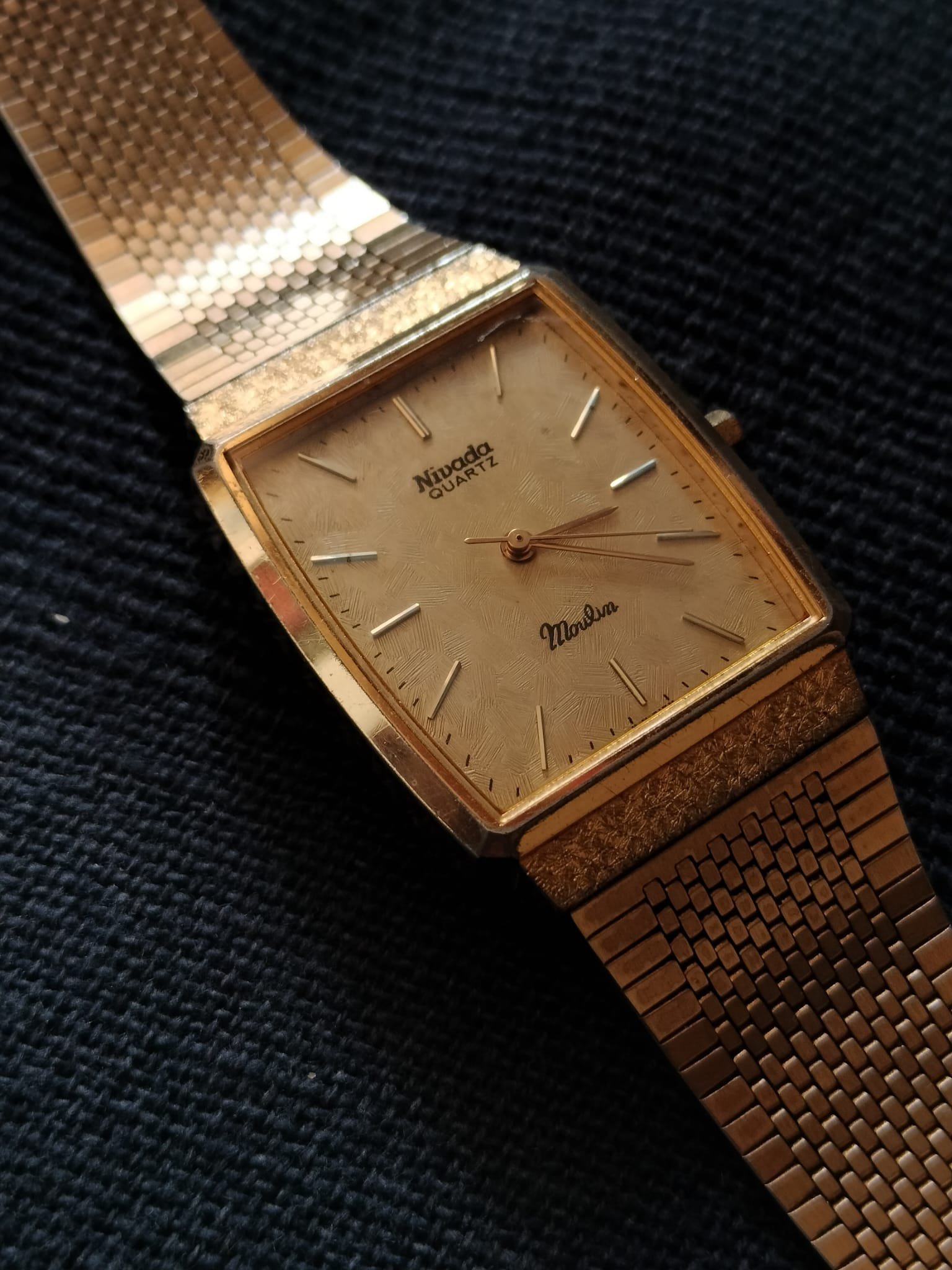
Nivada Moulin, seconda metà anni '80, periodo in cui Nivada era stata ceduta alla Kim Suk Keun Watch Company.

Nei primi anni Ottanta il Depthmaster assume le sembianze di un Rolex Submariner, diventandone una sorta di hommage.
Nel 1985 Nivada venne venduta all'azienda sudcoreana Kim Suk Keun Watch Company, che ne mantenne il controllo fino al 2000. I movimenti montati, esclusivamente al quarzo, erano di fornitura giapponese, come ad esempio i Morioka Tokei. In questi anni si diffonde la collezione Moulin, caratterizzata da cassa perlopiù rettangolari placcate in oro giallo, sempre secondo lo stile del periodo.
Nel 2000 Nivada fu venduta alla messicana Industrial Omega SA de CV, la quale registrò il marchio Nivada Swiss. Grazie al marchio registrato Nivada Swiss, particolarmente attivo in centro e sud America, vengono prodotti orologi di fascia entry level molto diversi rispetto alla qualità offerta dall'azienda svizzera nei decenni precedenti. Ancora oggi vengono prodotte diverse collezioni in Sud America con marchio Nivada.

### Attualità: rinascita del brand
Nel 2018 il marchio, chiamato Nivada Grenchen, viene acquistato da due soci (l'appassionato Guillaume Laidet e Rémi Chabrat, il quale già collaborava con Industrial Omega SA de CV) che si dedicano alla riedizione dei modelli storici, riproponendo i classici della marca svizzera come l'Antarctic, il Chronoking (proposto anche in versione d'attacco con movimento giapponese meca-quarz), l'F77 (presentato anche con quadranti in meteorite e bracciale in titanio, in avventurina e in lapislazzuli) e il Dephtmaster (nel 2021) in diverse versioni, con calibri sia meccanici sia al quarzo, forniti da terze parti.
Nel 2024 viene presentato un altro cronografo della tradizione della casa: si tratta del Chronosport, con un'estetica chiaramente proveniente dagli anni Settanta e dal design riconoscibile (proveniente dalla matita di Jean Singer) grazie alla sua cassa a cuscino e all'insolita disposizione dei due subdials, a ore 12 ed a ore 9. Il movimento incassato è il Valjoux 7750, privato del terzo subdial del conta ore cronografiche.